# 南洋美銀漢魚
南洋美銀漢魚（学名：Atherinomorus lacunosus），為輻鰭魚綱銀漢魚目銀漢魚科的其中一種。

## 分布
本魚廣泛分布於印度西太平洋區，包括紅海、東非、馬達加斯加、馬爾地夫、印度、安達曼群島、菲律賓、印尼、越南、泰國、馬來西亞、台灣、中國沿海、日本、韓國、澳洲、密克羅尼西亞、馬紹爾群島、馬里亞納群島、索羅門群島、薩摩亞、夏威夷群島、斐濟等海域。

## 深度
水深0至4公尺。

## 特徵
本魚體延長而細，略呈圓柱狀，頭及眼適度大小，頭部無小棘列。前上腭骨較長，末端超過瞳孔前緣；其前上突起及側突起短而寬，且前上突起之高度與寬度相等。下腭骨上方略呈弧形，其後部不急速高聳；前鰓蓋骨之後緣具一明顯缺刻。背鰭2枚，第一背鰭始於體背中央之略後方，具4至6棘；第二背鰭位於位於第一背鰭之略後方，具1棘極8至11軟條；臀鰭與第二背鰭對在而略前位，具1棘極12至17軟條；腹鰭亞胸位；肛門較前位，開於腹鰭末端之腹緣；尾鰭開叉。無側線，體側鱗為圓鱗，鱗片大，具5縱列，一縱列有39至44枚鱗片。兩腭齒細小，絨毛狀；口蓋骨及鋤骨均有齒。體呈藍綠色或灰色。體長可達14公分。

## 生態
為海水魚，白天經常大量群聚於近岸。大部分於夜間索餌，其食物包括浮游性魚卵、甲殼類、有孔蟲及橈腳類。

## 經濟利用
食用魚，也可作為海鳥及其他魚類的餌料魚。